# Alejandro Borda Casafranca
Alejandro Borda Casafranca, més conegut pel nom de guerra «camarada Alipio», (Quinqui Ismuñay, regió d'Ayacucho, Perú, 11 de gener de 1967 - Llochega, regió d'Ayacucho, Perú, 11 d'agost de 2013) fou un polític i militar maoista peruà, militant de Sendero Luminoso i comandant de l'Exèrcit Guerriller Popular (EGP).
Durant molt de temps es va desconèixer la seva identitat real, afirmant-se erròniament que el seu nom de naixement era Leonardo Huamán Zúñiga. Fou assassinat l'11 d'agost de 2013 en una operació de l'exèrcit peruà a la selva de Llochegua.